# Tratado Salomón-Lozano
O Tratado Salomón-Lozano foi um tratado assinado em 24 de março de 1922 que pôs fim a um litígio territorial de quase um século entre a Colômbia e o Peru. Este tratado foi aprovado pelos congressos das duas nações, ratificado pelos presidentes dos dois países, e confirmado em Bogotá em 19 de março de 1922, sendo inscrito internacionalmente em 29 de março de 1928.
Segundo a versão colombiana, neste tratado a Colômbia teve que ceder ao Peru a zona compreendida entre o rio Napo - rio Amazonas e o rio Putumayo, zona que pertencia à Colômbia pelo uti possidetis como estava consignado pelos tratados com o Equador: Tratado de Pasto de 1832, Tratado de 1856 e do Tratado Munhoz Vernaza-Suárez de 1916.
Segundo a historiografia peruana, mediante este tratado o Peru cedeu à Colômbia toda a franja entre o rio Caquetá e o rio Putumayo, perdendo cerca de 100 000 km² de território que lhe pertencia pelo uti possidetis iure de 1802. Neste território tinham-se inclusivamente fundado povoados peruanos nos portos de Tarapacá e Puerto Arica, fundados por colonos peruanos provenientes de antigos territórios peruanos do mesmo nome perdidos na Guerra do Pacífico, e o tratado incluiu uma porção entre o Putumayo e o Amazonas chamada "Trapézio Amazónico" com o único fim de outorgar à Colômbia uma saída própria para o Amazonas, por pressão norte-americana como consequência da perda do Panamá por parte da Colômbia. O tratado de 1928 foi obra do plenipotenciário da Colômbia, Fabio Lozano Torrijos, e do plenipotenciário do Peru, Alberto Salómon.